# José Froilán González
José Froilán González (Arrecifes, Argentina, 8. listopada, 1922. – Buenos Aires, Argentina, 30. ožujka 2013.) je bivši argentinski vozač automobilističkih utrka.
The Pampas Bull ili El Cabezón (debela glava), kako su prijatelji zvali Gonzaleza, debitirao je u Formuli 1 na VN Monaka 1950., ali te sezone nije osvojio bodove. Tijekom 1951. mijenja čak tri momčadi, a zauvijek će ostati upisan u povjesti Formule 1, kao prvi vozač koji je donio pobjedu Ferrariju. Iste sezone ostvario je još četiri podija, te sezonu završio na trećem mjestu s 24 boda. Za momčad Maserati vozi 1952. i 1953., te iako redovito osvaja bodove i podije, Gonzalez je nešto lošiji nego prehodne godine u Ferrariju. Nezadovoljan Maseratijem, 1954. se vraća u Ferrari, te ponovno pobjeđuje na Silverstoneu na VN Velike Britanije. Te sezone završava kao viceprvak iza sunarodnjaka Juana Manuela Fangija, što mu je najbolji rezultat u Formuli 1.
Nastupao je na raznim utrkama i kategorijama. Utrku 24 sata Le Mansa, zajedno s Francuzom Mauriceom Trintignantom, osvaja 1954. Pobjeđuje i na domaćim utrkama 500 milja Rafaela i 1000 kilometara Buenos Airesa.  
Gonzalez je 2011. je primio nagradu of Ferrarija, a Fernando Alonso je tom prigodom vozio Gonzalezov Ferrari 375 iz 1951. Preminuo je 2013. u dobi od 90 godina.

## Pobjede
| Godina | Datum        | Utrka                          | Bolid             |
| ------ | ------------ | ------------------------------ | ----------------- |
| 1951.  | 14. srpnja   | Silverstone (Formula 1)        | Ferrari 375       |
| 1952.  | 20. siječnja | Rio de Janeiro (Formula Libre) | Ferrari 166 FL    |
| 1954.  | 15. svibnja  | Silverstone International      | Ferrari 375 Plus  |
| 1954.  | 13. lipnja   | 24 sata Le Mansa               | Ferrari 375 Plus  |
| 1954.  | 17. lipnja   | Silverstone (Formula 1)        | Ferrari 625       |
| 1954.  | 25. srpnja   | Monsanto                       | Ferrari 750 Monza |
| 1958.  | 14. svibnja  | 500 milja Rafaela              | Ferrari           |
| 1959.  | ?            | 500 milja Rafaela              | Ferrari           |
| 1960.  | 31. siječnja | 1000 km Buenos Airesa          | Ferrari 250 TR    |

## Rezultati u Formuli 1
| Sezona | Momčad                                              | Šasija                                           | Motor                              | Utrke | Pobjede | Podiji | Bodovi  | Plasman |
| ------ | --------------------------------------------------- | ------------------------------------------------ | ---------------------------------- | ----- | ------- | ------ | ------- | ------- |
| 1950.  | Scuderia Achille Varzi                              | Maserati 4CLT/48                                 | Maserati L4C                       | 2     | 0       | 0      | 0       | -       |
| 1951.  | José Froilán González Enrico Platé Scuderia Ferrari | Talbot-Lago T26C-GS Maserati 4CLT/48 Ferrari 375 | Talbot L6 Maserati L4C Ferrari V12 | 6     | 1       | 5      | 24 (27) | 3.      |
| 1952.  | Officine Alfieri Maserati                           | Maserati A6GCM                                   | Maserati L6                        | 1     | 0       | 1      | 6,5     | 9.      |
| 1953.  | Officine Alfieri Maserati                           | Maserati A6GCM                                   | Maserati L6                        | 5     | 0       | 3      | 13,5    | 6.      |
| 1954.  | Scuderia Ferrari                                    | Ferrari 625 / 553                                | Ferrari L4                         | 7     | 1       | 5      | 25,14   | 2.      |
| 1955.  | Scuderia Ferrari                                    | Ferrari 625                                      | Ferrari L4                         | 1     | 0       | 1      | 2       | 17.     |
| 1956.  | Officine Alfieri Maserati Vandervell Products Ltd.  | Maserati 250F Vanwall                            | Maserati L6 Vanwall L4             | 2     | 0       | 0      | 0       | -       |
| 1957.  | Scuderia Ferrari                                    | Lancia-Ferrari D50                               | Ferrari V8                         | 1     | 0       | 0      | 1       | 21.     |
| 1960.  | Scuderia Ferrari                                    | Ferrari Dino 246                                 | Ferrari V6                         | 1     | 0       | 0      | 0       | -       |

## Vanjske poveznice
- Gonzalez na racing-reference.info
- Gonzalez na racingsportscars.com